# Квицаридзе, Исидор Григорьевич
Исидор Григорьевич Квицаридзе (груз. ისიდორე გრიგოლის ძე კვიცარიძე, 11 августа 1870, Опурчхети, Кутаисская губерния — декабрь 1937) — общественный деятель, писатель, издатель. Член политической организации «Месаме-даси» с 1893 по 1897. Репрессирован в 1937 году.

## Биография

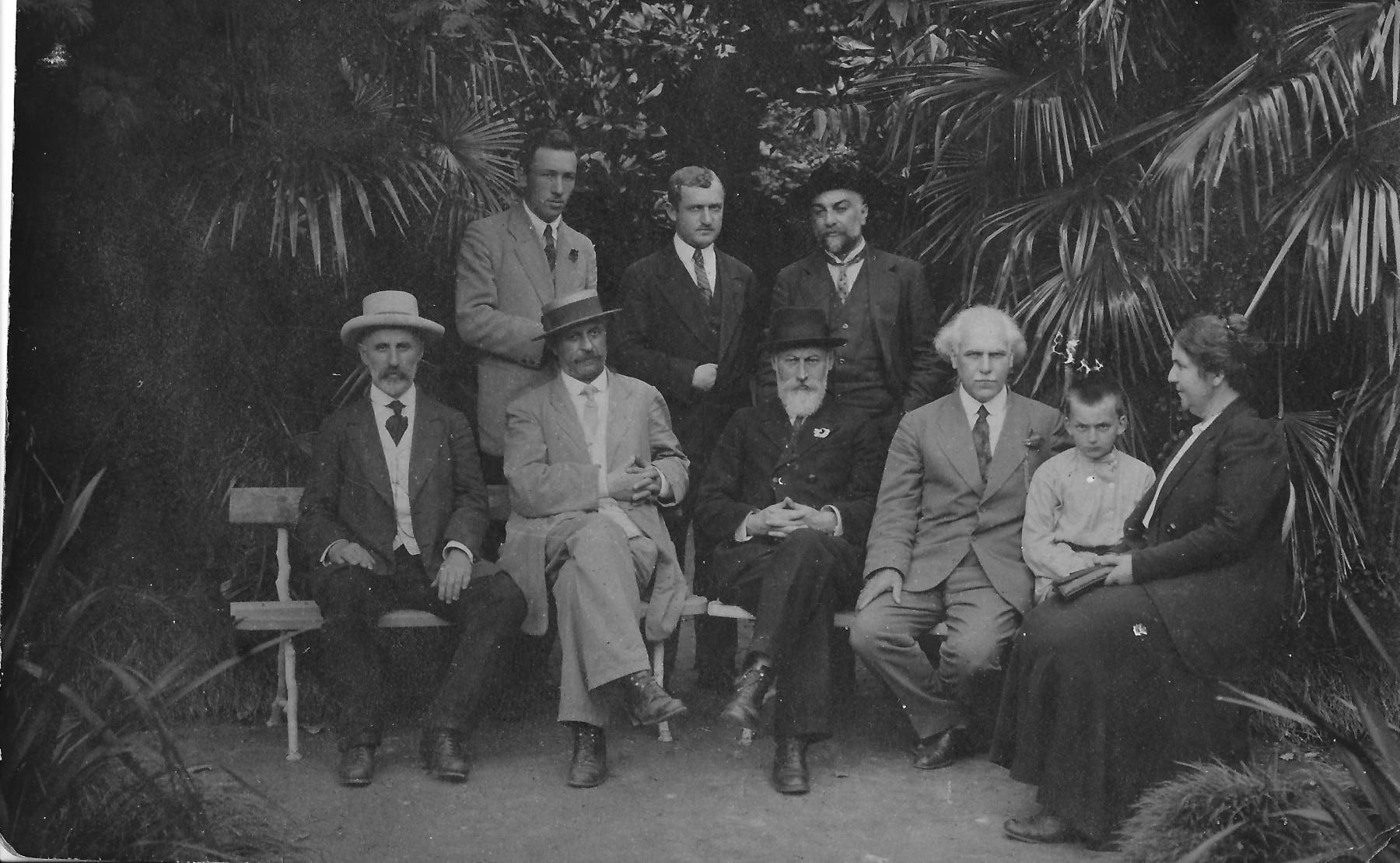
Исидор Квицаридзе (сидит, крайний слева) с Ноем Жордания и Гогитой Пагавой

Отец — священник Григорий Самсонович Квицаридзе. По желанию отца Исидор поступил в Тифлисскую духовную семинарию, но после третьего курса бросил учёбу (что очень раздражало семью) и полностью переключился на политическую и общественную деятельность.
Познакомился и стал помощником книгоиздателя Захария Чичинадзе.
Жил и работал в Петербурге и в Москве.
Публиковался под псевдонимами «Исо», «Писец Кутатури», «Аридзе», «Ис-аридзе», дружил с грузинскими писателями и поэтами, в том числе с Акакием Церетели, членами литературной группы «Голубые роги».
В 1899 году в Кутаиси вместе с другими основал промышленно-торговое товарищество «Колхида», занимавшееся селекцией растений, садоводством, плодоводством, виноделием.
В 1900-х годах создал издательство «Колхида» и пресс-агентство, издавал периодические издания, учебную и художественную литературу.
22 марта 1907 года агентство было закрыто правительством, а его издания конфискованы. В 1908 году был арестован сам Квицаридзе. Причина ареста в документах Национального архива не упоминается, но ей стало распространение нелегальной литературы. Квицаридзе был приговорён к одному году лишения свободы. После освобождения из тюрьмы он вернулся к своей прежней работе.
После советизации Грузии в 1922—1923 годах передал свои материалы в музей Грузии.
Был арестован 17 июня 1934 года,  его имущество было конфисковано. Новый арест последовал в 1937 году по обвинению в принадлежности к меньшевикам с 1902 года. При обыске были обнаружены подтверждения связи Квицаридзе с антисоветским зарубежьем, с Захро Чачуа во Франции и Гелазания в Германии, была изъята книга Ноя Жордании «ვეფხისტყაოსნის კრიტიკა». 14 декабря 1937 года тройка Государственной комиссии по внутренним делам вынесла Исидору Квицаридзе приговор к смертной казни и конфискации имущества. Приговор был вскоре исполнен.
Не создал собственной семьи и при жизни заботился о племянниках.